# Колесникова, Виолетта Павловна
Виоле́тта Па́вловна Коле́сникова (урождённая Карп; 24 августа 1938 — 26 марта 2022) — советский и российский художник-мультипликатор, заслуженный художник РСФСР (1989). Член АСИФА.

## Биография
В 1956—1959 годах училась на курсах художников-мультипликаторов при киностудии «Союзмультфильм», в 1967—1969 годах — в Университете марксизма-ленинизма (на факультете истории отечественного и зарубежного кино).
С 1959 по 1990 год — художник-мультипликатор рисованных фильмов на «Союзмультфильме». Одновременно вела педагогическую деятельность: курсы художников-мультипликаторов при «Союзмультфильме» (1972—1976), «Мульттелефильме» (1975), курс мультипликаторов-кукловодов (1981), Высшие курсы сценаристов и режиссёров (1979—2005), ВГИК (с 1989).
В 1990—1992 годах — художник, руководитель группы отделения «Наука» СП «Розек» (СССР-Япония).
В 1992—1994 годах — заместитель директора по художественной части компьютерно-рекламного центра СП «Чайрс».
В 1994—2001 годах — главный дизайнер ЗАО «Аниматек», с 2001 года — главный художник ООО «Лайфмод Интерактив».
Профессор ВГИКа (2005).
Заслуженный художник РСФСР (3 октября 1989 года).
Приказом Министерства культуры РФ от 02.XII.2011 «О награждении ведомственными наградами Министерства культуры Российской Федерации» награждена Почётной грамотой Министерства культуры Российской Федерации.
Скончалась 26 марта 2022 года.

## Фильмография
1. 1959 — Скоро будет дождь
2. 1959 — Ровно в три пятнадцать…
3. 1960 — Мурзилка на спутнике
4. 1960 — Муха-Цокотуха
5. 1960 — Разные колёса
6. 1961 — Козлёнок
7. 1961 — Стрекоза и муравей
8. 1961 — Чиполлино
9. 1962 — Королева зубная щётка
10. 1962 — Мир дому твоему
11. 1962 — Только не сейчас
12. 1962 — Зелёный змий
13. 1963 — Африканская сказка
14. 1963 — Баранкин, будь человеком!
15. 1963 — Миллионер
16. 1963 — Дочь солнца
17. 1964 — Можно и Нельзя
18. 1964 — Петух и краски
19. 1964 — Шайбу! Шайбу!
20. 1965 — Приключения запятой и точки
21. 1965 — Пастушка и трубочист
22. 1966 — Про бегемота, который боялся прививок
23. 1966 — Про злую мачеху
24. 1966 — Светлячок № 7
25. 1967 — Песенка мышонка
26. 1967 — Сказка о золотом петушке
27. 1967 — Скамейка
28. 1968 — Кот, который гулял сам по себе
29. 1968 — Матч-реванш
30. 1968 — Фильм, фильм, фильм
31. 1969 — Бременские музыканты
32. 1969 — Винни-Пух
33. 1969 — Мы ищем кляксу
34. 1970 — Синяя птица
35. 1970 — Это в наших силах
36. 1971 — Приключения красных галстуков
37. 1972 — В гостях у лета
38. 1972 — Винни-Пух и день забот
39. 1972 — Выше голову!
40. 1972 — Утёнок, который не умел играть в футбол
41. 1973 — Новеллы о космосе
42. 1973 — Персей
43. 1973 — По следам бременских музыкантов
44. 1973 — Сказка о попе и о работнике его Балде
45. 1973 — Как это случилось
46. 1974 — Дарю тебе звезду
47. 1974 — Заяц Коська и родничок
48. 1974 — Пони бегает по кругу
49. 1974 — Петер — весёлый обманщик. Сказка за сказкой
50. 1974 — Прометей
51. 1974 — Шёл трамвай десятый номер
52. 1975 — Ох и Ах
53. 1975 — Фантик (Первобытная история)
54. 1975 — Я вспоминаю…
55. 1976 — Голубой щенок
56. 1976 — Икар и мудрецы
57. 1976 — Птичка Тари
58. 1976 — Шкатулка с секретом
59. 1977 — Зайчонок и муха
60. 1977 — Жихарка
61. 1977 — Серебряное копытце
62. 1978 — Алим и его ослик
63. 1978 — Легенды перуанских индейцев
64. 1978 — Мышонок Пик
65. 1978 — Пойга и лиса
66. 1979 — Как лиса зайца догоняла
67. 1979 — Котёнок по имени Гав. Выпуск № 3
68. 1979 — Огневушка-поскакушка
69. 1979 — Охота
70. 1979 — Переменка № 2
71. 1981 — День рождения бабушки
72. 1981 — Ничуть не страшно
73. 1981 — Тайна третьей планеты
74. 1982 — Великан-эгоист
75. 1982 — Верное средство
76. 1982 — Волшебное лекарство
77. 1982 — Последняя охота
78. 1982 — Олимпионики
79. 1983 — Обезьянки. Гирлянда из малышей
80. 1983 — Замок лгунов
81. 1983 — Лев и бык
82. 1984 — Возвращение блудного попугая
83. 1984 — Горшочек каши
84. 1984 — Обезьянки. Осторожно, обезьянки!
85. 1985 — Загадка сфинкса
86. 1985 — Королевский бутерброд
87. 1985 — Миссис Уксус и мистер Уксус
88. 1985 — Пантелей и пугало
89. 1985 — Танцы кукол
90. 1985 — Чудо-дерево. Весёлая карусель № 16
91. 1986 — Мальчик как мальчик
92. 1986 — Приключения пингвинёнка Лоло. Фильм 1
93. 1987 — Му-Му
94. 1987 — Приключения пингвинёнка Лоло. Фильм 2
95. 1987 — Приключения пингвинёнка Лоло. Фильм 3
96. 1987 — Шурале
97. 1988 — Возвращение блудного попугая (выпуск 3)
98. 1988 — Кошка, которая гуляла сама по себе
99. 1996 — Лягушка-путешественница

## Документальное кино
Виолетта Колесникова снималась в документальном кино:
- «Фабрика чудес» — 4 серия: «Аниматор. Диалоги о профессии»[4]